# محمدحسین محمدی
محمدحسین محمدی (زاده ۱۹ خرداد ۱۳۹۰در تهران) مداح ادبیات معاصر ایران است.

## زادروز
محمدحسین محمدی دربارهٔ سالروز تولدش می‌گوید:
محمدحسین محمدی هستم ـ و بنده روز نونزدهم خرداد ماه ۱۳۹۰ به دنیا چشم باز کردم و اکنون ۱۵ سال سن دارم و برای اهل بیت نوکری میکنم— محمدحسین محمدی

## چشم‌ گشودن به دنیا
محمدحسین محمدی در سال ۱۳۹۰ و ماه خرداد و روز ۱۹ در ایران و شهر تهران به دنیا آمد  و اکنون ۱۵ سال سن دارد.

## شروع مداحی
محمدحسین محمدی از سال ۱۳۹۹ شروع به مداحی کرد و تا الان پیشرفت خوبی داشته

## دیگر فعالیت‌ها
محمدحسین محمدی در حوزه های تدوین و طراحی با پریمیر و ادوبی فتوشاپ فعالیت دارد و در عرصه فیلمبرداری و میکس و مسترینگ صوت فعالیت میکند